# Mile High Stadium
O Mile High Stadium foi um estádio localizado em Denver, no Colorado (EUA). Foi a casa do time de futebol americano da NFL Denver Broncos de 1960 até 2000, do time de baseball da MLB Colorado Rockies (1993-1994) e do time de futebol da MLS Colorado Rapids (1996-2001).
Inaugurado em 1948 como Bears Stadium para jogos de baseball do time local, o Denver Bears, tinha capacidade para 17 mil torcedores. Em 1968, após várias promessas de que franquias de times de baseball viessem para a cidade (promessa que foi cumprida apenas 30 anos depois), o municipio comprou o estádio, renomeou como Mile High Stadium e construiu uma nova arquibancada, aumentando a capacidade para 50.000 torcedores.
Em 1974, houve uma nova ampliação e a capacidade do estádio chegou em 75.100 torcedores em 1975. Em 1977, a capacidade máxima de 80.000 fãs.
Na temporada 1993, o Colorado Rockies teve a melhor média de público em casa da história da MLB, com 55.350 torcedores em média por jogo. Dois anos depois, em 1995, os Rockies se mudaram para o Coors Field. Em 2001, tanto o Broncos como o Rapids mudaram-se para o INVESCO Field at Mile High. O estádio foi demolido no mesmo ano.
O apelido Mile High também se deve ao fato que a cidade de Denver está localizado, aproximadamente, a uma milha do nível do mar.